# Роджер, Дейв
Дэ́вид Ма́рсден Ро́джер (англ. David Marsden Rodger; род. 18 июня 1955, Гамильтон) — новозеландский гребец, выступавший за сборную Новой Зеландии по академической гребле в 1970-х и 1980-х годах. Бронзовый призёр летних Олимпийских игр в Монреале, двукратный чемпион мира, победитель и призёр многих регат национального значения.

## Биография
Дейв Роджер родился 18 июня 1955 года в Гамильтоне, Новая Зеландия.
Первого серьёзного успеха на взрослом международном уровне добился в сезоне 1974 года, когда вошёл в основной состав новозеландской национальной сборной и побывал на чемпионате мира в Люцерне, откуда привёз награду бронзового достоинства, выигранную в восьмёрках.
В 1975 году на мировом первенстве в Ноттингеме вновь стал бронзовым призёром в восьмёрках.
Благодаря череде удачных выступлений удостоился права защищать честь страны на летних Олимпийских играх 1976 года в Монреале. В программе распашных рулевых восьмёрок финишировал в главном финале третьим позади команд из Восточной Германии и Великобритании — тем самым завоевал бронзовую олимпийскую медаль.
После монреальской Олимпиады Роджер остался в составе гребной команды Новой Зеландии на ещё один олимпийский цикл и продолжил принимать участие в крупнейших международных регатах. Так, в 1977 году он побывал на чемпионате мира в Амстердаме, откуда привёз награду серебряного достоинства, выигранную в безрульных четвёрках.
В 1978 году в восьмёрках стал бронзовым призёром на домашнем мировом первенстве в Карапиро.
Рассматривался в качестве кандидата на участие в Олимпийских играх 1980 года в Москве, где так же должен был выступать в восьмёрках, однако Новая Зеландия вместе с несколькими другими западными странами бойкотировала эти соревнования по политическим причинам.
На чемпионате мира 1981 года в Мюнхене в восьмёрках Роджер сумел квалифицироваться лишь в утешительный финал В и расположился в итоговом протоколе соревнований на седьмой строке.
В 1982 году на мировом первенстве в Люцерне одержал победу в восьмёрках.
В 1983 году на чемпионате мира в Дуйсбурге вновь был лучшим среди восьмёрок.
Принимал участие в Олимпийских играх 1984 года в Лос-Анджелесе, но здесь попасть в число призёров не смог, в финале восьмёрок пришёл к финишу четвёртым.
Последний раз показал сколько-нибудь значимый результат на международной арене в сезоне 1985 года, когда в составе новозеландской восьмёрки занял четвёртое место на мировом первенстве в Хазевинкеле.
Впоследствии проявил себя на тренерском поприще. Был женат на известной новозеландской легкоатлетке Дайанн Зорн, участнице двух Олимпийских игр (в 1984 году они стали первыми новозеландскими супругами, выступившими на одной Олимпиаде). Их сын Логан так же занимался академической греблей.
За выдающиеся спортивные достижения в 1995 году Дейв Роджер введён в Зал славы спорта Новой Зеландии.